# Gewerbemuseum Spaichingen
Das Gewerbemuseum Spaichingen ist ein städtisches Heimatmuseum in der Stadt Spaichingen im Landkreis Tuttlingen in Baden-Württemberg. Es wurde 1991 gegründet.

## Geschichte

### Gebäude
Das Gebäude in der Bahnhofstraße 5 wurde 1876 im Stil der Neorenaissance erbaut. Auftraggeber waren der 1861 gegründete Gewerbeverein Spaichingen-Heuberg und die Handwerkerbank. Es beherbergte ein Ausbildungsstätte für Gewerbetreibende und Auszubildende, um sie technisch, ästhetisch und kaufmännisch nach neuesten Erkenntnissen auszubilden. Damit wollte man der bisher ländlich geprägten Region den Anschluss an die Industrialisierung ermöglichen.
1918 erwarb die Stadt Spaichingen das Gebäude und nutzte es für schulische und andere öffentliche Zwecke. Dafür wurde es Ende der 1980er nicht mehr benötigt. Auf Betreiben des 1983 gegründeten Spaichinger Heimatvereins wurde das denkmalgeschützte  Gebäude renoviert und für den Museumsbetrieb umgestaltet.
Im Gebäude befindet sich ein prächtig ausgestatteter Festsaal, in dem Kulturveranstaltungen stattfinden.

### Aufbau des Museums
Basis der Museumsaustattung ist die Sammlung des Spaichinger Heimatvereins. Für die Feinkonzeption des Museums wurde 1990 die Kulturhistorikerin Angelika Feldes, die bis Anfang 2023 langjährige Museumsleiterin war, engagiert. Am 5. September 1991 wurde das Museum im Rahmen der 1200-Jahr-Feier der Stadt Spaichingen eröffnet.
In Dauerausstellungen thematisiert das Museum die frühe Besiedlung Spaichingens seit der Steinzeit, die Geologie und Paläontologie der Region, den Spaichinger Bildhauer Karl Kuolt, die Kirche und die Volksfrömmigkeit, die Spaichinger Gasthäuser und Brauereien der Region, den Tabakanbau und das Holzhandwerk, die Entwicklung vom Dorf zum Industriestandort und die Nachbildung eines historischen Friseursalons.